# Снукер на летних Паралимпийских играх 1960
Соревнования по снукеру на летних Паралимпийских играх 1960 года состояли из турнира среди мужчин с параличом нижних конечностей на спортивной площадке Tre Fontane в Риме.:54–55 В соревнованиях участвовало четыре спортсмена из трех стран: двое из Великобритании, по одному из Италии и Мальты. Золотую медаль завоевал Клифф Китон.:56–62

## Результаты
| Соревнование   | Золото                     | Серебро                     | Бронза                   |
| -------------- | -------------------------- | --------------------------- | ------------------------ |
| Мужской турнир | Клифф Китон Великобритания | Майкл Шелтон Великобритания | Джованни Феррарис Италия |
| Мужской турнир | Клифф Китон Великобритания | Майкл Шелтон Великобритания | Джордж Портелли Мальта   |